# Glenea nanshanchiana
Glenea nanshanchiana är en skalbaggsart som beskrevs av Hayashi 1978. Glenea nanshanchiana ingår i släktet Glenea och familjen långhorningar.
Artens utbredningsområde är Taiwan. Inga underarter finns listade i Catalogue of Life.